# Кяхта (городское поселение)
Городско́е поселе́ние «Город Кяхта» (бур. Хяагтын Хотын hомон) — муниципальное образование в Кяхтинском районе Бурятии Российской Федерации.
Административный центр — город Кяхта.

## История
Статус и границы городского поселения установлены Законом Республики Бурятия от 31 декабря 2004 года № 985-III «Об установлении границ, образовании и наделении статусом муниципальных образований в Республике Бурятия».

## Население
| 2011    | 2012    | 2013    | 2014    | 2015    | 2016    | 2017    |
| ------- | ------- | ------- | ------- | ------- | ------- | ------- |
| 20 036  | ↗20 090 | ↘20 042 | ↗20 120 | ↘20 081 | ↘20 024 | ↗20 056 |
| 2018    | 2019    | 2020    | 2021    | 2023    | 2024    |         |
| ↗20 074 | ↗20 200 | ↗20 340 | ↘17 904 | ↗18 033 | ↘17 906 |         |

## Состав городского поселения
| № | Населённый пункт | Тип населённого пункта        | Население |
| - | ---------------- | ----------------------------- | --------- |
| 1 | Кяхта            | город, административный центр | ↘17 880   |
| 2 | Суджа            | посёлок                       | →26       |